# Wilhelm Schapp
Wilhelm Albert Johann Schapp (* 15. Oktober 1884 in Timmel (heute zu Großefehn, Ostfriesland); † 22. März 1965 in Sanderbusch) war ein deutscher Philosoph und Jurist.

## Biographie
Nach seinem Abitur 1902 in Wilhelmshaven studierte Wilhelm Schapp gleichzeitig Rechtswissenschaft und Philosophie. Zunächst studierte Wilhelm Schapp bei Heinrich Rickert, Wilhelm Dilthey, Georg Simmel und Alexander Pfänder in Freiburg, Berlin und München. Neben seinem Rechtsreferendariat setzte er seine Philosophiestudien bei Edmund Husserl in Göttingen fort, bei dem er 1909 zum Doktor promovierte.
Statt eine akademische Karriere anzustreben, wurde Schapp 1910 in Aurich Rechtsanwalt und Notar.
Nach seinem Kriegseinsatz im Ersten Weltkrieg promovierte er im Fach Rechtswissenschaft bei dem Rechtsphilosophen Julius Binder in Göttingen.
Im Jahr 1938 heiratete er Luise Groeneveld, mit der er zwei Kinder hatte. Sein Sohn Jan Schapp (* 1940) wurde Professor für Bürgerliches Recht und Rechtsphilosophie.
Im Zweiten Weltkrieg wurde Wilhelm Schapp in der Militärjustiz als Kriegsgerichtsrat eingesetzt.

## Werk

### Wissenschaftliche Arbeit
Nach der Biografie von Hermann Lübbe gehörte Wilhelm Schapp ab 1905 zum ersten Schülerkreis Edmund Husserls. Seine Dissertation Beiträge zur Phänomenologie der Wahrnehmung (EV 1910) zählt zu den Hauptschriften des frühen Phänomenologenkreises. Sie veranschaulicht in besonderer Weise das Anliegen der frühen Phänomenologen und findet in den Worten, die Wilhelm Schapp im Vorwort seiner Arbeit festhält, starken Ausdruck: „Ich hoffe nur, daß ich nichts schrieb, was ich nicht selbst sah“.
Wilhelm Schapp begann schon früh, sich von den Lehren Edmund Husserls zu lösen und entwickelte einen eigenständigen philosophischen Ansatz. In den 1930er Jahren untersuchte er Grundbegriffe der Rechtswissenschaft, vor allem Vertrag und Eigentum aus phänomenologischer Perspektive. Er gilt als einer der wichtigsten Rechtsphänomenologen. So sorgte bereits zwei Jahre nach der deutschen Erstausgabe des zweibändigen Werkes von 1930 und 1932 der Philosoph Ortega y Gasset für eine spanische Übersetzung seines Werkes Der Vertrag als Vorgegebenheit. Zwischen 1937 und 1938 stellte Wilhelm Schapp das Manuskript von Zur Metaphysik des Muttertums fertig, das jedoch erst im Jahr 1965 veröffentlicht wurde.
In den 1950er und 1960er Jahren veröffentlichte Schapp eine Philosophie der Geschichten, die sogenannte Geschichtenphilosophie. Zur anfänglichen Rezeption von Schapps Werk trug die Diskussion des geschichtenphilosophischen Ansatzes von Seiten Hermann Lübbes und Hans Barths bei. Wirkungsgeschichtlich sind Einsichten, die Schapp formuliert hat, unter anderem von den Theologen Eberhard Jüngel und Johann Baptist Metz innerhalb des Konzepts einer Narrativen Theologie aufgegriffen worden, im engeren philosophischen Kontext u. a. von Paul Ricœur und Alasdair MacIntyre. Bedeutenden Einfluss auf die Philosophie in der Bundesrepublik Deutschland hat die Geschichtenphilosophie in der zweiten Hälfte des 20. Jahrhunderts insbesondere bei Hermann Lübbe und in der „Philosophie der Kompensation“ Odo Marquards. In Bezug auf die Rezeption in der Rechtswissenschaft sind die Ansätze von Jan Schapp und Wilhelm Henke von außerordentlicher Bedeutung. Auf die Aktualität dieser Ansätze geht Albert Jansen ein. Auf die Bedeutung der Geschichtenphilosophie Schapps wird im Umkreis der narrativen Forschung auf unterschiedlichen disziplinären Feldern – wie der Theologie, der Pädagogik, der Psychologie, der Kulturwissenschaften – hingewiesen, wobei insbesondere der anthropo-ontologische Grundgedanke Wilhelm Schapps: „Die Geschichte steht für den Mann“ aufgenommen und diskutiert wird. Wilhelm Schapp philosophierte sein ganzes Leben lang, dies verdeutlicht insbesondere der große bisher nur in Teilen veröffentlichte Nachlass.

### Geschichtenphilosophie
Bekannt ist der Philosoph Wilhelm Schapp insbesondere durch die Entwicklung seiner sogenannten Geschichtenphilosophie. Zu dieser gehören folgende zu Lebzeiten Schapps selbst veröffentlichte Schriften: In Geschichten verstrickt. Zum Sein vom Mensch und Ding (EV: 1953), Philosophie der Geschichten (EV: 1959) und Metaphysik der Naturwissenschaft (EV: 1965). Insbesondere die Manuskripte und Notizen des Nachlasses aus dem Zeitraum 1952–1965 vervollständigen die umfangreichen philosophischen Studien Wilhelm Schapps zu seiner Geschichtenphilosophie.
Die Geschichtenphilosophie ist nicht mit traditioneller Geschichtsphilosophie zu verwechseln, sondern akzentuiert das in der philosophischen wie auch naturwissenschaftlichen Tradition nicht reflektierte Primat der Geschichten. Der anthropo-ontologische Gedanke Schapps ist das In-Geschichten-Verstricktsein des Menschen, das Verstricktsein in Geschichten von allen Lebewesen und das Vorkommen von Dingen der Mit- und Umwelt in Geschichten. Mit Jan Schapp lässt sich formulieren, dass „mit Geschichten […] nicht die Weltgeschichte, de[r] historische[] Ablauf von Ereignissen, sondern zunächst ganz konkret die alltäglichen Geschichten, die jeder von uns erlebt“, gemeint sind. Will man die philosophische Bedeutung des Denkens von Wilhelm Schapp umreißen, liegt diese in der Entfaltung einer Geschichtenphilosophie, die die Intention einer Neudeutung des Menschen verfolgt. Karen Joisten hält in ihrem Vorwort: Wilhelm Schapps Philosophie der Geschichten. Ein Zugang zur Philosophie der Geschichten fest: „Das Verstricktsein des Menschen in Geschichten ist nicht negativ konnotiert, bringt es doch das ‚Urphänomen‘ des menschlichen Eingebundenseins in lebendige Geschichtenzusammenhänge zum Ausdruck, dem sich kein Mensch entziehen kann. Denn der Mensch ist aus dieser Sicht mit seiner Geburt in ein Geschichtenbezugsgewebe eingewoben, wodurch er qua Mensch – nichts mehr, aber auch nichts weniger – als dieses Verstricktsein in Geschichten ist.“ Gefordert wird, die klassische Beziehung zwischen Geschichte bzw. Geschichten und dem Sein des Menschen wie der Dinge neu zu bedenken. Alles, was in der Welt vorkommt, wird von Schapp in seinem Geschichtenbezugsgewebe, das einen umfassenden Sinnzusammenhang zum Ausdruck bringt, gedeutet. Von diesem her begreift Schapp die Dinge der Umwelt wie der Außenwelt als von ihm so bezeichnete „Wozudinge“, die sich durch den je spezifischen Gebrauch des Menschen in die Geschichten einreihen. Schapp konstatiert, dass sich in der von ihm so bezeichneten „Sonderwelt des Abendlandes“, womit die mathematisierte Vorstellung der Lebenswelt gemeint ist, die auch gegenwärtig die Deutungshoheit des Weltbegreifens darstellt, eine umfassende Geschichtenvergessenheit durchgesetzt hat, die das Wesentliche dessen, was es bedeutet Mensch, Lebewesen oder Ding in der Welt zu sein, nicht trifft.

## Nachlass
Der Nachlass Wilhelm Schapps umfasst mehr als 20.000 maschinenschriftliche wie handschriftliche Seiten aus dem Zeitraum der 1920er Jahre bis zum Todesjahr Wilhelm Schapps 1965. Er wird zum größten Teil im Archiv der
Bayerischen Staatsbibliothek aufbewahrt und dokumentiert Wilhelm Schapp konstantes Philosophieren, und zwar fast von Tag zu Tag. Der Nachlass „zeigt, dass die phänomenologischen Fragen seiner Dissertation weiter durchdacht und entwickelt wurden. Er gibt Einblicke in die Lektüren Wilhelm Schapps – seine gedanklichen Auseinandersetzungen mit der Phänomenologie Edmund Husserls, dem frühen Göttinger und Münchener Phänomenologenkreis, der Psychoanalyse Sigmund Freuds, der Sprachphilosophie im Sinne Ferdinand de Saussures, der Relektüre vorsokratischer Denker etc. Auch lässt er Einblicke in biographische Zeitgeschichte zu. So finden sich zahlreiche von Wilhelm Schapp veröffentlichte Artikel zum Schuldnerschutz, Korrespondenzen mit Rudolf Smend, Hermann Noack, Roman Ingarden, Friedrich Kambartel, Alexander Pfänder, Herbert Spiegelberg – um nur einige zu nennen.“

## Werke
- Beiträge zur Phänomenologie der Wahrnehmung. Niemeyer, Halle 1910 (5. Auflage: Klostermann, Frankfurt am Main 2013), ISBN 978-3-465-04202-0
- Die neue Wissenschaft vom Recht. 2 Bde. Rothschild, Berlin
  - Bd. 1: Der Vertrag als Vorgegebenheit. 1930 (spanische Übersetzung: La nueva ciencia del derecho. Revista de Occidente, Madrid 1931)
  - Bd. 2: Wert, Werk und Eigentum. 1932
- Das Reichserbhofrecht. Systematische Darstellung und Kommentar zum Gesetz und  zur Ersten und Zweiten Durchführungsverordnung. C. Heymann, Berlin 1934
- Boden- und Höferecht nach Kontrollratsgesetz 45 und den Ausführungsbestimmungen der Britischen Zone, sowie der Länder Bayern, Hessen, Württemberg-Baden, mit Erläuterungen. Garte, Einbeck 1948
- In Geschichten verstrickt. Zum Sein von Ding und Mensch. Hamburg, Meiner 1953 (5. Auflage: Klostermann, Frankfurt am Main 2012), ISBN 978-3-465-04164-1
- Zur Metaphysik des Muttertums. Manuskript von 1938, gedruckt bei Nijhoff, den Haag 1965
- Philosophie der Geschichten. Leer, Rautenberg 1959 (3., durchgesehene Aufl., hg. von Karen Joisten und Jan Schapp: Klostermann, Frankfurt am Main 2015), ISBN 978-3-465-04228-0
- Metaphysik der Naturwissenschaft. Nijhoff, den Haag 1965 (2. Auflage unter dem Titel Wissen in Geschichten. Zur Metaphysik der Naturwissenschaft. B. Heymann, Wiesbaden 1976; 3. Auflage wieder unter dem alten Titel, Klostermann, Frankfurt am Main 2009), ISBN 978-3-465-03628-9
- Karen Joisten, Jan Schapp, Nicole Thiemer (Hrsg.): Wilhelm Schapp. Auf dem Weg  einer Philosophie der Geschichten. Teilband I, Verlag Karl Alber, Freiburg/München 2016, ISBN 978-3-495-48760-0
- Karen Joisten, Jan Schapp, Nicole Thiemer (Hrsg.): Wilhelm Schapp. Auf dem Weg  einer Philosophie der Geschichten. Teilband II, Verlag Karl Alber, Freiburg/München 2017, ISBN 978-3-495-48777-8
- Karen Joisten,  Jan Schapp, Nicole Thiemer (Hrsg.): Wilhelm Schapp. Auf dem Weg  einer Philosophie der Geschichten. Teilband III, mit einem Personen-  und Sachregister, Verlag Karl Alber, Freiburg/München 2018, ISBN 978-3-495-48935-2